# Michael White (futbolista)
Michael White   (Gal·les, 8 de gener de 1987) és un exfutbolista neozelandès d'origen gal·lès que es retirà del futbol el 2012. White jugà com a davanter o centrecampista per equips com ara el YoungHeart Manawatu, el Waitakere United i el Canterbury United del Campionat de Futbol de Nova Zelanda.

## Trajectòria per club
White començà la seva trajectòria futbolística amb l'equip jovenil del Richmond Athletic de Nova Zelanda. Per la temporada 2005-2006 se n'anà al Canterbury United del Campionat de Futbol de Nova Zelanda però on mai jugà cap partit oficialment. El 2006 va ser contractat pel New Zealand Knights, equip de l'A-League australiana originari de Nova Zelanda. No hi jugà la temporada sencera allí i passaria a formar part del Waitakere United del Campionat de Futbol de Nova Zelanda.
El 2007 White se'n retornà al seu país de naixement, Gal·les, per a jugar amb el Rhyl FC de la Premier League Gal·lesa.
Va retornar a Nova Zelanda el 2009, aquest cop per a jugar amb el Miramar Rangers de la Central Premier League. La temporada 2010-2011 se'n tornà al futbol professional per a jugar amb el YoungHeart Manawatu. El 2011 va ser transferit al Team Wellington on jugaria 5 partits marcant-hi 1 gol fins que fou transferit de nou al Canterbury United, equip amb què jugà fins al final de la temporada 2011-12. A l'acabar la temporada 2011-12, White es retirà del futbol.

## Trajectòria internacional
Ha jugat amb les seleccions neozelandeses futbolístiques sub-17, sub-20 i amb la selecció internacional oficial.